# PGC 57742
LEDA/PGC 57742 ist eine kompakte Elliptische Galaxie vom Hubble-Typ E/S0 im Sternbild Corona Borealis am Nordsternhimmel. Sie ist schätzungsweise 446 Millionen Lichtjahre von der Milchstraße entfernt und hat einen Durchmesser von etwa 85.000 Lichtjahren. Vom Sonnensystem aus entfernt sich das Objekt mit einer errechneten Radialgeschwindigkeit von näherungsweise 9.800 Kilometern pro Sekunde.

## Galaktisches Umfeld
| Nr. | Galaxie          | Alternativname               | Rek           | Dek           | Distanz/asec |
| --- | ---------------- | ---------------------------- | ------------- | ------------- | ------------ |
| →   | LEDA/PGC 57742   | NSA 146886                   | 16h17m38.761s | +35d03m36.01s | 0            |
| 1   | NSA 43842        | WISEA J161735.45+350345.0    | 16h17m35.471s | +35d03m44.87s | 41.34        |
| 2   | LEDA/PGC 2058482 | NSA 43843                    | 16h17m43.092s | +35d02m27.97s | 86.40        |
| 3   | NGC 6110         | LEDA/PGC 57751               | 16h17m43.970s | +35d05m13.07s | 116.24       |
| 4   | LEDA/PGC 2059143 | NSA 43835                    | 16h17m32.350s | +35d05m02.00s | 116.58       |
| 5   | LEDA/PGC 2058582 | NSA 43862                    | 16h17m52.492s | +35d02m53.98s | 173.74       |
| 6   | NGC 6109         | LEDA/PGC 57748               | 16h17m40.517s | +35d00m15.41s | 202.18       |
| 7   | LEDA/PGC 57737   | NSA 43834                    | 16h17m35.588s | +35d08m02.79s | 269.54       |
| 8   | NGC 6108         | LEDA/PGC 57734               | 16h17m25.634s | +35d08m08.57s | 316.59       |
| 9   | NGC 6112         | LEDA/PGC 57762               | 16h18m00.563s | +35d06m37.03s | 322.97       |
| 10  | LEDA/PGC 2057323 | NSA 43814                    | 16h17m43.555s | +34d57m53.68s | 347.82       |
| 11  | LEDA/PGC 2057404 | NSA 43813                    | 16h17m23.948s | +34d58m16.78s | 367.56       |
| 12  | LEDA/PGC 2060285 | NSA 43851                    | 16h17m51.212s | +35d09m24.14s | 379.47       |
| 13  | LEDA/PGC 2057557 | GALEXASC J161715.31+345845.3 | 16h17m15.230s | +34d58m46.30s | 409.60       |
| 14  | LEDA/PGC 3088548 | NSA 146884                   | 16h17m31.890s | +34d56m45.35s | 419.38       |
| 15  | LEDA/PGC 2060647 | NSA 43859                    | 16h17m44.818s | +35d10m48.17s | 438.41       |